# Gulbuksspett
Gulbuksspett (Veniliornis dignus) är en fågel i familjen hackspettar inom ordningen hackspettartade fåglar.

## Utseende
Gulbuksspett är en rätt liten hackspett med tydlig ansiktsteckning: vitt ögonbrynsstreck och mustaschstreck åtskilda av en mörk kind och röd hjässa (enbart på nacken hos honan). Undersidan är ljusgul med tydliga mörka tvärband.

## Utbredning och systematik
Gulbuksspetten delas in i tre underarter med följande utbredning:
- dignus – förekommer i regnskogar i bergen från sydvästligaste Venezuela till norra Ecuador
- baezae – förekommer på östsluttningar i Anderna i Ecuador
- valdizani – förekommer på östsluttningar i Anderna i Peru

### Släktestillhörighet
Arten placeras traditionellt i släktet Veniliornis. DNA-studier visar dock att övervägande amerikanska hackspettar som tidigare förts till Picoides står närmare Venilliornis än typarten i släktet, tretåig hackspett. Olika auktoriteter behandlar dessa resultat på varierande sätt, där dessa hackspettar oftast lyfts ut i de mindre släktena Dryobates och Leuconotopicus, som successivt är Veniliornis-arternas närmaste släktingar. Tongivande Clements et al har istället valt att inkludera alla i ett expanderat Dryobates.

## Levnadssätt
Fågeln hittas i subtropiska skogar i Anderna. Den är generellt ovanlig och anspråkslös när den födosöker i skogens mellersta till övre skikt. Ibland slår den följe med kringvandrande artblandade flockar.

## Status och hot
Arten har ett stort utbredningsområde, men tros minska i antal, dock inte tillräckligt kraftigt för att den ska betraktas som hotad. Internationella naturvårdsunionen IUCN listar arten som nära hotad (LC).